# 浅野館
浅野館（あさのやかた）は、岐阜県土岐市肥田浅野笠神町 字 五所欠にあった日本の城。

## 歴史
鎌倉幕府の御家人となった源光衡は、土岐光衡と名乗って土岐氏の初代となり、それまで美濃源氏の本拠地であった大富館から神戸館に移った。
光衡の嫡男の土岐光行と弟の土岐光時は、承久の乱の頃に、大富館から土岐川を挟んだ南側に浅野館を築いて土岐氏の本拠地とした。
光行は地名から浅野判官と称して浅野氏の祖となり、明智氏・饗庭氏・多治見氏・三栗氏などの庶流の祖となった。
光時は、浅野二郎、浅野光時を名乗り、土岐肥田氏の祖となった。
同時期に、浅野館や大富館の砦として土岐高山城が築かれた。
光行の孫の土岐頼貞は、大富館に移ったが、その後土岐氏の庶流は、美濃国内各地に拡がっていった。
跡地には多度神社があり、現在は笠神公園となっているが、公園工事の試掘調査の際に、鎌倉時代から室町時代の掘立柱建物跡が発見されている。
昭和31年(1956年)5月9日、土岐市教育委員会によって「肥田三栗塚及び浅野館跡」として土岐市指定史跡となった。

### 遺構
現存していない

### 歴代城主
- 土岐光行
- 土岐光定
- 土岐頼貞

## 肥田三栗塚
土岐市肥田町浅野 字 上ノ山にある白山神社南西に、浅野氏の墓とされる肥田三栗塚があり五輪塔が6基残っている。

## 関連リンク
- No.2 美濃源氏「土岐氏」の史跡を訪ねる　土岐市観光協会